# ジュール・デュピュイ

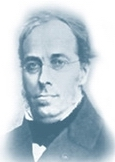
ジュール・デュピュイ

ジュール・デュピュイ（Jules Dupuit, 1804年5月18日 - 1866年9月5日は、フランスの土木技術者、経済学者。 イタリアのフォッサーノ生まれ。

## 生涯
デュピュイはナポレオン・ボナパルトの治世下におけるイタリアのフォッサーノで生まれた。10歳のとき家族と共にフランスへ移住してヴェルサイユで学び、卒業時には物理学賞を受賞した。彼はそれから国立土木学校で土木技術者として学び、フランスの大規模公共事業を担う土木公団で活躍をはじめた。彼は次第に、様々な地方のポストで、より多くの責任を引き受けるようになった。1843年に、彼はフランスの道路体系についての仕事により、レジオンドヌール勲章を受け、程なくパリへ移住した。彼はまた、1948年に洪水管理を研究し、パリの下水道体系の構築を監督した。彼は1866年にパリで死去した。

## 業績
フランスの国立工科学校(現在のENPC)と土木公団には、独自の経済学の伝統がある。公共事業に多額の税金が使われることは当時のフランスにおいても大きな問題で、この批判に応えるために、国立土木学校や土木公団で活躍した土木技術者は経済学についても造詣を深めていた。しかも、それは当時のフランスの主流派の経済学とは全く異なる性格を持っていたのである。
デュピュイの業績はその中でも最高峰のものと位置付けられる。彼は1844年に、橋梁の最適な通行料の決定に関わる論文を公表した。彼が限界効用の逓減する曲線を導入したのはこの中においてである。ある財の消費量が増大するにつれて、その財の限界効用は消費者にとって減少する。それゆえ、通行料の低下（限界効用の低下）は、橋を利用しようとするより多くの人々（より高い消費水準）をもたらす。逆に言うと、交通量（橋の通行を許可された人々）の増加により、その財（その価格）に支払おうとする人の支払い意欲は減少する。
それゆえ、限界効用逓減の概念は、それ自体が下方へ傾斜する需要曲線に翻訳されるべきである。こうして彼は、需要曲線を限界効用曲線と同一視した。これは経済学者が限界効用から導かれた需要理論を提唱した最初であった。需要曲線自体はフランスの経済学者クールノーによりすでに描かれていたが、クールノーの需要曲線は理論的裏づけがなかった。
デュピュイは次に、「相対的効用」を、需要（限界効用）曲線の下方、価格の上方の範囲として定義し、それを異なる価格のもたらす福祉効果（厚生）の尺度として用いた。-- 価格（あるいは橋の通行料）が0になったとき、公的福祉は最大化される、と結論づけた。これは後に、マーシャルの消費者余剰として知られるようになった。
デュピュイの論理は、市場の需要が集計値である一方、限界効用は個人に特有である、という事実を説明していなかった。個人の限界効用を総需要に関係付けるため、個人間の効用の比較可能性については、何も語られていなかった。
また、彼の理論の中には供給曲線も登場しない。彼の論文を注意深く読むと、そこには限界費用0（橋梁の建設費用は通行料の多少によって変わるわけではないから）の供給曲線を意図したと読み取れる部分もある。また、高い支払い意思を持つものには高い価格を、低い支払い意思を持つものには低い価格を課すといった事項について論じている部分も存在する。こうした事から彼を、限界費用価格形成原理や価格差別の理論の先駆者と見る者もいるが、少なくとも彼はこうした問題について厳密な論証を行っていない。彼は独占についても議論を展開している。
デュピュイの経済学者としての評判は、自由放任経済学の擁護者（彼は1861年に『通商の自由』という本を書いた）にとどまらず、定期刊行物への頻繁な寄稿で知られる。公共事業の純経済利益の評価に対する欲求から、デュピュイは経済発展の能力を分析し、効用理論の枠組の構築と、公共工事から得られる繁栄の測定を試みた。
デュピュイは経済学者と評価される事が多いが、オスマン市政下でパリの上下水道整備に取り組んだことも彼の大きな業績である。オスマンとは意見の食い違いも多かったが、維持管理用の歩道を備えたパリの大下水道の最初の建設工事を指揮したのはデュピュイで、そのため、大下水道は「デュピュイの洞窟」と呼ばれる事もあった。